# Альбанези, Мэгги
Мэгги Альбанези (англ. Meggie Albanesi; 8 октября 1899 — 9 декабря 1923) — британская актриса театра и кино.

## Биография и карьера
Родилась в Лондоне 8 октября 1899 года под именем Маргарита Сесилия Брижита Лусия Мария Альбанези (англ. Margherita Cecilia Brigida Lucia Maria Albanesi). Её мать Аделаида Эффи Роулендс была писателем, а её отцом был итальянский скрипач Шевалье Карло Альбанези. Обучалась в Королевской академии драматического искусства и дебютировала в кино в 1918 году.
Имела успешную театральную карьеру, в частности играя в постановке Джона Голсуорси «Первый и последний» вместе с Оуэном Нейрсом. Вскоре критики стали называть её как одну из самых ярких перспективных актрис на британской сцене. Однако снявшись всего лишь в шести фильмах, Альбанези скончалась в возрасте 24 лет в Бродстерсе, в графстве Кент 9 декабря 1923 года, предположительно после незаконного аборта.
Альбанези была в отношениях с продюсером театра и кино Бейзилом Дином, одержимость актрисой которого продолжалась и после её смерти. Первоначально Дина привлекло в его [будущей] жене, актрисе Виктории Хоппер её внешнее сходство с Альбанези. Бэзил дал ей роли в ряде своих постановок. Его последний художественный фильм, «Двадцать один день», был снят по мотивам пьесы «Первый и последний», над которой он работал вместе с Альбанези.

## Фильмография
- Романс старого Билла[англ.] (1918)
- Мистер Ву[англ.] (1919)
- Дарби и Джоан[англ.] (1919)
- The Skin Game[англ.] (1921)
- Великий день[англ.] (1921)
- Det omringade huset, также известен под названием The House Surrounded (1922)